# 厚生労働大臣
厚生労働大臣（こうせいろうどうだいじん、英: Minister of Health, Labour and Welfare）は、日本の厚生労働省の長および主任の大臣たる国務大臣。

## 概要

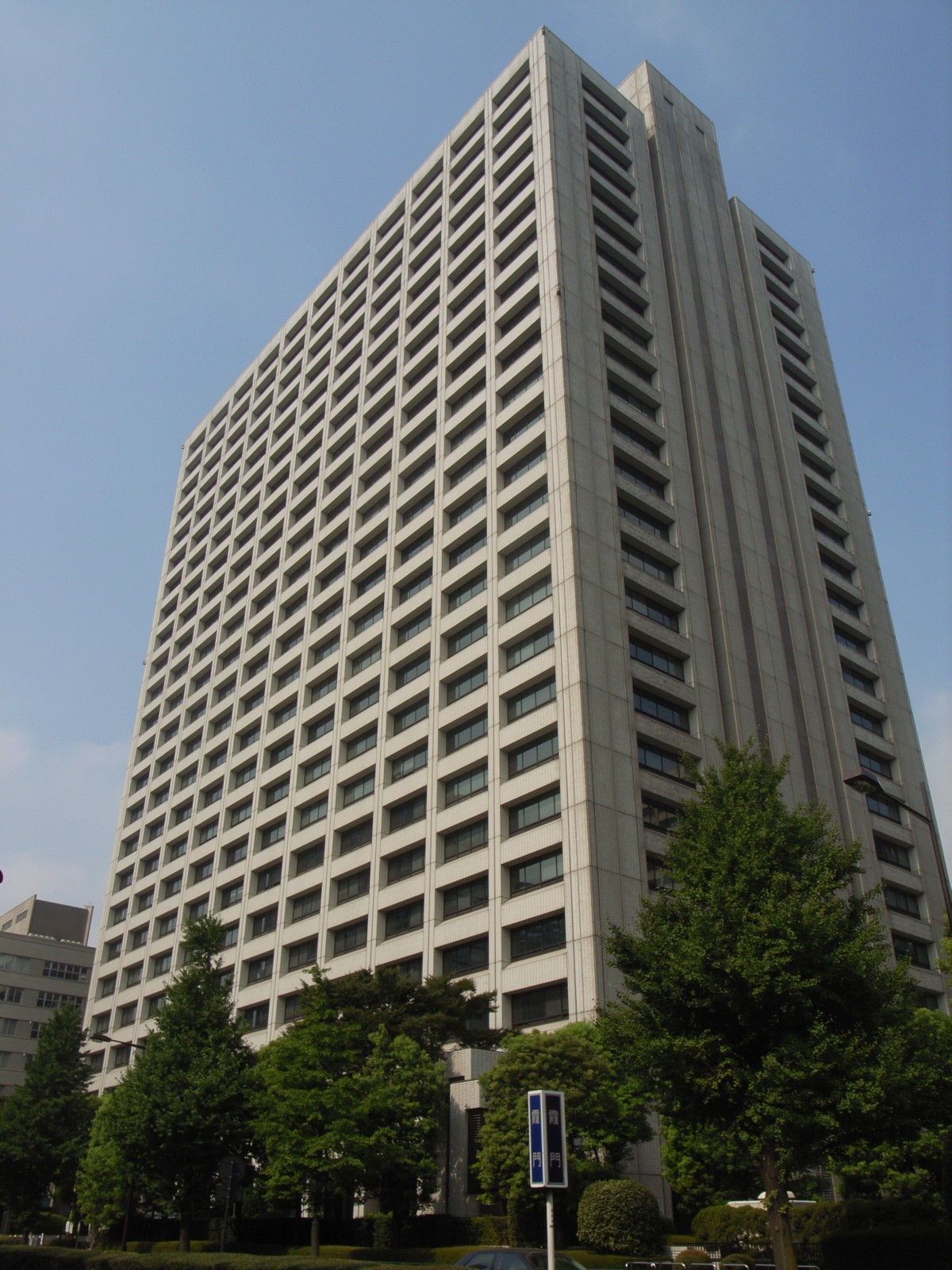
厚生労働省が所在する中央合同庁舎第5号館

日本の厚生労働省の主任の大臣である。主として社会保障行政と労働行政を所管する国務大臣である。具体的には、国民生活の保障と向上、社会福祉・社会保障・公衆衛生の向上と増進、労働条件・労働環境の整備などを所管する。また、厚生労働省の前身の一つである厚生省が第一復員省、第二復員省の流れを汲むことから、引揚者・戦傷病者・戦没者遺族・未帰還者留守家族等の援護、旧陸軍・旧海軍の残務整理も所管する。

## 沿革
中央省庁等改革基本法に基づく中央省庁再編により、2001年（平成13年）1月6日に厚生労働省が設置された。それにともない、厚生省が所管していた社会保険、公的扶助、社会福祉、公衆衛生及び医療、老人保健といった社会保障行政は、厚生労働省が担うことになった。また、労働省が所管していた労働行政も、同様に厚生労働省が担うことになった。また、同時に、厚生大臣、労働大臣が廃止され、新たに厚生労働大臣が設置されることになった。同日付で第2次森改造内閣（中央省庁再編後）が発足し、衆議院議員の坂口力が厚生労働大臣に任命された。
厚生労働大臣としての在任日数が最も多いのは、坂口力（1360日）である。坂口は、第2次森改造内閣（中央省庁再編後）にて厚生労働大臣に任命され、以降、第1次小泉内閣、第1次小泉第1次改造内閣、第1次小泉第2次改造内閣、第2次小泉内閣と計5内閣連続で厚生労働大臣を務めている。なお、坂口は細川内閣で労働大臣を務め、第2次森改造内閣（中央省庁再編前）で厚生大臣と労働大臣を務めた経験も持つ。次いで、加藤勝信（1164日）、安倍内閣の塩崎恭久（1065日）、田村憲久（1001日）、舛添要一（751日）と続く。

## 名称
「厚生労働」という名称は、小渕第1次改造内閣当時の中央省庁等改革推進本部にて新たな省名を検討した際、内閣総理大臣の小渕恵三により命名された。英語での呼称については「Minister of Health, Labour and Welfare」とされている。

## 歴代大臣
- 辞令のある再任は就任日を記載し、辞令のない留任は就任日を記載しない。
- 党派の欄は、就任時、または、内閣発足時の所属政党を記載した。

| 代 | 氏名          | 氏名          | 内閣                                                   | 内閣                        | 在職期間                                               | 党派       | 備考   |
| -- | ------------- | ------------- | ------------------------------------------------------ | --------------------------- | ------------------------------------------------------ | ---------- | ------ |
| 1  |               | 坂口力        | 第2次森内閣                                            | 改造内閣 （中央省庁再編後） | 2001年（平成13年）1月6日 - 2001年（平成13年）4月26日   | 公明党     |        |
| 2  | 第1次小泉内閣 | 第1次小泉内閣 | 2001年（平成13年）4月26日 - 2003年（平成15年）11月19日 | 再任                        |                                                        | 公明党     |        |
| 2  |               | 坂口力        | 2001年（平成13年）4月26日 - 2003年（平成15年）11月19日 | 第1次改造内閣               | 留任                                                   | 公明党     |        |
| 2  | 第2次改造内閣 | 坂口力        | 2001年（平成13年）4月26日 - 2003年（平成15年）11月19日 |                             | 留任                                                   | 公明党     |        |
| 3  | 第2次小泉内閣 | 第2次小泉内閣 | 2003年（平成15年）11月19日 - 2004年（平成16年）9月27日 | 再任                        |                                                        | 公明党     |        |
| 4  |               | 尾辻秀久      |                                                        | 改造内閣                    | 2004年（平成16年）9月27日 - 2005年（平成17年）9月21日  | 自由民主党 |        |
| 5  | 第3次小泉内閣 | 第3次小泉内閣 | 2005年（平成17年）9月21日 - 2005年（平成17年）10月31日 | 再任                        |                                                        | 自由民主党 |        |
| 6  |               | 川崎二郎      |                                                        | 改造内閣                    | 2005年（平成17年）10月31日 - 2006年（平成18年）9月26日 | 自由民主党 |        |
| 7  |               | 柳澤伯夫      | 第1次安倍内閣                                          | 第1次安倍内閣               | 2006年（平成18年）9月26日 - 2007年（平成19年）8月27日  | 自由民主党 |        |
| 8  |               | 舛添要一      |                                                        | 改造内閣                    | 2007年（平成19年）8月27日 - 2007年（平成19年）9月26日  | 自由民主党 |        |
| 9  | 福田康夫内閣  | 福田康夫内閣  | 2007年（平成19年）9月26日 - 2008年（平成20年）9月24日  | 再任                        |                                                        | 自由民主党 |        |
| 9  |               | 舛添要一      | 2007年（平成19年）9月26日 - 2008年（平成20年）9月24日  | 改造内閣                    | 留任                                                   | 自由民主党 |        |
| 10 | 麻生内閣      | 麻生内閣      | 2008年（平成20年）9月24日 - 2009年（平成21年）9月16日  | 再任                        |                                                        | 自由民主党 |        |
| 11 |               | 長妻昭        | 鳩山由紀夫内閣                                         | 鳩山由紀夫内閣              | 2009年（平成21年）9月16日 - 2010年（平成22年）6月8日   | 民主党     |        |
| 12 | 菅直人内閣    | 菅直人内閣    | 2010年（平成22年）6月8日 - 2010年（平成22年）9月17日   | 再任                        |                                                        | 民主党     |        |
| 13 |               | 細川律夫      |                                                        | 第1次改造内閣               | 2010年（平成22年）9月17日 - 2011年（平成23年）9月2日   | 民主党     |        |
| 13 |               | 細川律夫      | 第2次改造内閣                                          | 留任                        | 2010年（平成22年）9月17日 - 2011年（平成23年）9月2日   | 民主党     |        |
| 14 |               | 小宮山洋子    | 野田内閣                                               | 野田内閣                    | 2011年（平成23年）9月2日 - 2012年（平成24年）10月1日   | 民主党     |        |
| 14 |               | 小宮山洋子    | 第1次改造内閣                                          | 留任                        | 2011年（平成23年）9月2日 - 2012年（平成24年）10月1日   | 民主党     |        |
| 14 | 第2次改造内閣 | 小宮山洋子    |                                                        | 留任                        | 2011年（平成23年）9月2日 - 2012年（平成24年）10月1日   | 民主党     |        |
| 15 |               | 三井辨雄      |                                                        | 第3次改造内閣               | 2012年（平成24年）10月1日 - 2012年（平成24年）12月26日 | 民主党     |        |
| 16 |               | 田村憲久      | 第2次安倍内閣                                          | 第2次安倍内閣               | 2012年（平成24年）12月26日 - 2014年（平成26年）9月3日  | 自由民主党 |        |
| 17 |               | 塩崎恭久      |                                                        | 改造内閣                    | 2014年（平成26年）9月3日 - 2014年（平成26年）12月24日  | 自由民主党 |        |
| 18 | 第3次安倍内閣 | 第3次安倍内閣 | 2014年（平成26年）12月24日 - 2017年（平成29年）8月3日  | 再任                        |                                                        | 自由民主党 |        |
| 18 |               | 塩崎恭久      | 2014年（平成26年）12月24日 - 2017年（平成29年）8月3日  | 第1次改造内閣               | 留任                                                   | 自由民主党 |        |
| 18 | 第2次改造内閣 | 塩崎恭久      | 2014年（平成26年）12月24日 - 2017年（平成29年）8月3日  |                             | 留任                                                   | 自由民主党 |        |
| 19 |               | 加藤勝信      |                                                        | 第3次改造内閣               | 2017年（平成29年）8月3日 - 2017年（平成29年）11月1日   | 自由民主党 | 横滑り |
| 20 | 第4次安倍内閣 | 第4次安倍内閣 | 2017年（平成29年）11月1日 - 2018年（平成30年）10月2日  | 再任                        |                                                        | 自由民主党 |        |
| 21 |               | 根本匠        |                                                        | 第1次改造内閣               | 2018年（平成30年）10月2日 - 2019年（令和元年）9月11日  | 自由民主党 |        |
| 22 |               | 加藤勝信      |                                                        | 第2次改造内閣               | 2019年（令和元年）9月11日 - 2020年（令和2年）9月16日   | 自由民主党 |        |
| 23 |               | 田村憲久      | 菅義偉内閣                                             | 菅義偉内閣                  | 2020年（令和2年）9月16日 - 2021年（令和3年）10月4日    | 自由民主党 |        |
| 24 |               | 後藤茂之      | 第1次岸田内閣                                          | 第1次岸田内閣               | 2021年（令和3年）10月4日 - 2021年（令和3年）11月10日   | 自由民主党 |        |
| 25 | 第2次岸田内閣 | 第2次岸田内閣 | 2021年（令和3年）11月10日 - 2022年（令和4年）8月10日   | 再任                        |                                                        | 自由民主党 |        |
| 26 |               | 加藤勝信      |                                                        | 第1次改造内閣               | 2022年8月10日 - 2023年9月13日                          | 自由民主党 |        |
| 27 |               | 武見敬三      |                                                        | 第2次改造内閣               | 2023年9月13日 - 2024年10月1日                          | 自由民主党 |        |
| 28 |               | 福岡資麿      | 第1次石破内閣                                          | 第1次石破内閣               | 2024年10月1日 - 2024年11月11日                         | 自由民主党 |        |
| 29 | 第2次石破内閣 | 第2次石破内閣 | 2024年11月11日- 現職                                   | 再任                        |                                                        | 自由民主党 |        |

## 記録
| 記録名           | 記録保持者 | 内容             |
| ---------------- | ---------- | ---------------- |
| 連続最長在任記録 | 坂口力     | 1360日           |
| 通算最長在任記録 | 坂口力     | 1360日           |
| 最多任命記録     | 加藤勝信   | 4回(19,20,22,26) |

## 厚生労働大臣表彰

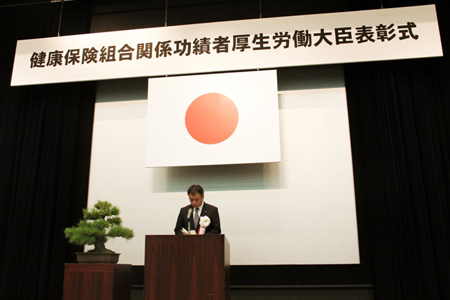
2012年（平成24年）10月10日、厚生労働省にて開催された「健康保険組合関係功績者厚生労働大臣表彰式」で講演する桜井充・厚生労働副大臣

- 民生委員児童委員功労章
民生委員や児童委員として功績が特に顕著な者に対して[12]、表彰状と「民生委員児童委員功労章」[13]が授与される[14]。
- 卓越技能章
極めて優れた技能を有するとともに福祉の増進や産業の発展に寄与するなど他の模範となる者に対して[15]、表彰状、「卓越技能章」、褒賞金が授与される[16]。
- 感謝状
日本赤十字社など認可法人・公益法人に対する高額な寄付などがあった場合などに贈呈される。
骨髄バンクに協力をした人に感謝状を贈呈している。
- 生活衛生事業功労者（水道関係功労）
  - 水道の普及発展、水道に関する有益な調査研究、技術の改善若しくは発明発見又は水道行政に対する協力等に特に顕著な功績のあった個人又は団体及び水道事業、水道用水供給事業又は水道行政事業に従事し、抜群の功績があった個人であって、次の各号に該当するもの。(1)水道関係事業従事年数が、当該年４月１日までに 30 年（首長にあっては水道関係団体の経歴が 10 年）以上であること。ただし、団体にあっては、事業歴が 10 年以上であること。 (2)個人の場合、年齢が当該年４月１日で 50 歳以上であること。 (3) 原則として、都道府県知事又は関係団体の長の表彰を受けたことがあること[17]。